# 拉瓦勒迪塔恩
拉瓦勒迪塔恩（法語：Laval-du-Tarn，法語發音：[laval dy taʁn]）是法国洛泽尔省的一个市镇，属于芒德区。

## 地理
拉瓦勒迪塔恩（44°21'15"N, 3°21'12"E）面积36.85 平方千米，位于法国奧克西塔尼大區洛泽尔省，该省份为法国南部内陆省份，北起上盧瓦爾省和康塔爾省，西接阿韦龙省，南至加尔省，东临阿尔代什省。
与拉瓦勒迪塔恩接壤的市镇（或旧市镇、城区）包括：沙纳克、拉马莱讷、拉卡努尔格、戈尔日迪塔恩科斯。

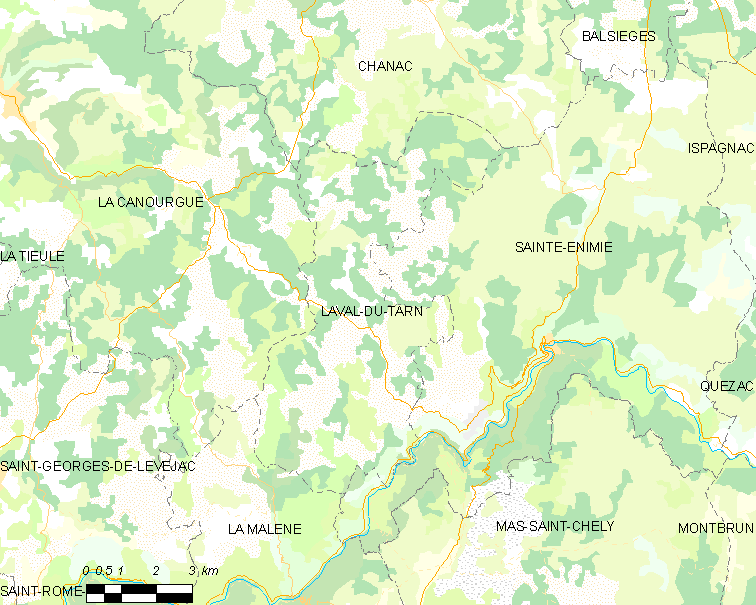
拉瓦勒迪塔恩的OSM定位图

拉瓦勒迪塔恩的时区为UTC+01:00、UTC+02:00（夏令时）。

## 行政
拉瓦勒迪塔恩的邮政编码为48500，INSEE市镇编码为48085。

## 政治
拉瓦勒迪塔恩所属的省级选区为拉卡努尔格县。

## 人口

1962-2008年间拉瓦勒迪塔恩人口变化图示

拉瓦勒迪塔恩于2022年1月1日时的人口数量为103人。